# Zepherina dispensa
Zepherina dispensa es una especie de insecto coleóptero de la familia Chrysomelidae.
Fue descrita científicamente en 1958 por Bechyne.